# Callet

Mapa Balearów z zaznaczonymi apelacjami Binissalem oraz Pla i Levant

Callet – rzadka odmiana winorośli właściwej o ciemnej skórce, pochodząca z Majorki i jedynie tam uprawiana jako jedna z najważniejszych miejscowych odmian. Nazwa pochodzi z dialektu majorkańskiego, w którym oznacza „czarny”.

## Charakterystyka
Pochodzenie odmiany było niejasne: początkowo uważano callet za krzyżówkę palomino fino × villardiel i tak też opisano odmianę w bazie Instytutu Hodowli Winorośli Geilweilerhof. Kolejne badania, choć na ograniczonej liczbie markerów wskazały jako odmiany rodzicielskie fogoneu i callet cas concos (nieuprawiany handlowo). Ostatecznie to pochodzenie zostało umieszczone również w bazie Instytutu Geilweilerhof.
Cechuje się stosunkowo wysoką odpornością na choroby, choć bywa atakowana przez mączniaka rzekomego. Dobrze radzi sobie również z suszą. Na przepuszczalnych, głębszych glebach osiąga wysoką plenność. Najlepiej udaje się na glebach gliniastych, terra rossa oraz piaszczystych w pobliżu Fleanitx, gdzie plenność jest naturalnie ograniczona przez warunki uprawy.

## Wina
Callet jest wykorzystywany w kupażach – zarówno produkowanych na miejscu, jak i na kontynencie z gron różnego pochodzenia. Niektórzy producenci oferują wino odmianowe; bywa iż na najbliższych morzu stanowiskach uprawy przechodzi wonią jodu.

## Rozpowszechnienie
Callet jest jedną z najważniejszych, obok manto negro, majorkańskich odmian winorośli i tam też jest jedynie uprawiany. W 2008 obszar upraw liczył 134 ha, przy czym część nasadzeń obejmuje jednocześnie również odmianę pokrewną – fogoneu. Początek XXI wieku przyniósł chwilowe odwrócenie spadkowego trendu powierzchni obsadzonej callet i wzrost nasadzeń, gdy lokalne odmiany zyskiwały na popularności. Dla porównania: w 1989 zarejestrowano aż 419 ha winnic obsadzonych odmianą, a dziesięć lat później, w 1999 – już tylko 150,60 ha.
Odmiana jako uzupełniająca wchodzi w skład win objętych apelacją DO Binissalem, opartych na manto negro, a odmiany dodatkowe (monastrell, parellada, tempranillo i macabeo) nie mogą stanowić więcej niż 50% kupażu. Callet jest również autoryzowany w apelacji DO Pla i Levant.